# Sagrada Familia (Chile)
Sagrada Familia é uma comuna da província de Curicó, localizada na Região de Maule, Chile. Possui uma área de 548,8 km² e uma população de 17.519 habitantes (2002). A cidade é conhecida pela qualidade dos seus vinhos e a exportação de fruta a nível internacional. A nível nacional, a cidade é lar da "Fiesta de la Chicha" e pela sua importância histórica em quanto a morte de Lautaro.